# Ludovico VI del Palatinato
Ludovico VI di Wittelsbach (Simmern, 4 luglio 1539 – Heidelberg, 22 ottobre 1583) fu un elettore palatino del Palatinato-Simmern della casata dei Wittelsbach.

## Biografia
Era il figlio maggiore di Federico III del Palatinato e della sua prima moglie, Maria, figlia del margravio Casimiro di Brandeburgo-Bayreuth. Diversamente dal padre, rivolse la propria attenzione al luteranesimo più che al calvinismo, rifiutando gli incarichi ai calvinisti nell'Università di Heidelberg.

## Matrimoni ed eredi
Ludovico VI si sposò due volte. La prima volta, l'8 luglio 1560, sposò Elisabetta d'Assia (13 febbraio 1539 – 14 marzo 1582), figlia di Filippo I d'Assia.
Dal matrimonio nacquero i seguenti figli che raggiunsero l'età adulta:
- Anna Maria (1561-1589), sposò Carlo IX di Svezia;
- Caterina (1572-1586);
- Cristina (1573-1619);
- Federico (1574-1610), sposò Luisa Giuliana di Nassau, figlia di Guglielmo I d'Orange.

La seconda volta, sposò il 12 luglio 1583 la contessa Anna della Frisia orientale (26 giugno 1562  – 21 aprile 1621), dalla quale non ebbe però figli.

## Ascendenza
|                                       |                                       |                                   | Genitori                              |  |  | Nonni |  |  | Bisnonni                             |  |  | Trisnonni                             |  |
|                                       |                                       |                                   |                                       |  |  |       |  |  | 8. Giovanni I del Palatinato-Simmern |  |  | 16. Federico I del Palatinato-Simmern |  |
|                                       |                                       |                                   |                                       |  |  |       |  |  | 8. Giovanni I del Palatinato-Simmern |  |  | 16. Federico I del Palatinato-Simmern |  |
|                                       |                                       | 17. Margherita di Gheldria        |                                       |  |  |       |  |  | 8. Giovanni I del Palatinato-Simmern |  |  |                                       |  |
| 4. Giovanni II del Palatinato-Simmern |                                       |                                   |                                       |  |  |       |  |  | 8. Giovanni I del Palatinato-Simmern |  |  |                                       |  |
|                                       |                                       | 9. Giovanna di Nassau-Saarbrücken | 18. Giovanni II di Nassau-Saarbrücken |  |  |       |  |  |                                      |  |  |                                       |  |
|                                       |                                       | 9. Giovanna di Nassau-Saarbrücken | 18. Giovanni II di Nassau-Saarbrücken |  |  |       |  |  |                                      |  |  |                                       |  |
|                                       |                                       | 9. Giovanna di Nassau-Saarbrücken | 19. Giovanna di Loon-Heinsberg        |  |  |       |  |  |                                      |  |  |                                       |  |
| 2. Federico III del Palatinato        |                                       | 9. Giovanna di Nassau-Saarbrücken |                                       |  |  |       |  |  |                                      |  |  |                                       |  |
|                                       |                                       | 10. Cristoforo I di Baden         | 20. Carlo I di Baden                  |  |  |       |  |  |                                      |  |  |                                       |  |
|                                       |                                       | 10. Cristoforo I di Baden         | 20. Carlo I di Baden                  |  |  |       |  |  |                                      |  |  |                                       |  |
|                                       |                                       | 10. Cristoforo I di Baden         | 21. Caterina d'Austria                |  |  |       |  |  |                                      |  |  |                                       |  |
| 5. Beatrice di Baden                  |                                       | 10. Cristoforo I di Baden         |                                       |  |  |       |  |  |                                      |  |  |                                       |  |
|                                       |                                       | 11. Ottilia di Katzenelnbogen     | 22. Filippo II di Katzenelnbogen      |  |  |       |  |  |                                      |  |  |                                       |  |
|                                       |                                       | 11. Ottilia di Katzenelnbogen     | 22. Filippo II di Katzenelnbogen      |  |  |       |  |  |                                      |  |  |                                       |  |
|                                       |                                       | 11. Ottilia di Katzenelnbogen     | 23. Ottilia di Nassau-Dillenburg      |  |  |       |  |  |                                      |  |  |                                       |  |
| 1. Ludovico VI del Palatinato         |                                       | 11. Ottilia di Katzenelnbogen     |                                       |  |  |       |  |  |                                      |  |  |                                       |  |
|                                       | 12. Federico I di Brandeburgo-Ansbach | 24. Alberto III di Brandeburgo    |                                       |  |  |       |  |  |                                      |  |  |                                       |  |
|                                       | 12. Federico I di Brandeburgo-Ansbach | 24. Alberto III di Brandeburgo    |                                       |  |  |       |  |  |                                      |  |  |                                       |  |
|                                       | 12. Federico I di Brandeburgo-Ansbach | 25. Anna di Sassonia              |                                       |  |  |       |  |  |                                      |  |  |                                       |  |
| 6. Casimiro di Brandeburgo-Bayreuth   | 12. Federico I di Brandeburgo-Ansbach |                                   |                                       |  |  |       |  |  |                                      |  |  |                                       |  |
|                                       |                                       | 13. Sofia di Polonia              | 26. Casimiro IV di Polonia            |  |  |       |  |  |                                      |  |  |                                       |  |
|                                       |                                       | 13. Sofia di Polonia              | 26. Casimiro IV di Polonia            |  |  |       |  |  |                                      |  |  |                                       |  |
|                                       |                                       | 13. Sofia di Polonia              | 27. Elisabetta d'Asburgo              |  |  |       |  |  |                                      |  |  |                                       |  |
| 3. Maria di Brandeburgo-Kulmbach      |                                       | 13. Sofia di Polonia              |                                       |  |  |       |  |  |                                      |  |  |                                       |  |
|                                       |                                       | 14. Alberto IV di Baviera         | 28. Alberto III di Baviera            |  |  |       |  |  |                                      |  |  |                                       |  |
|                                       |                                       | 14. Alberto IV di Baviera         | 28. Alberto III di Baviera            |  |  |       |  |  |                                      |  |  |                                       |  |
|                                       |                                       | 14. Alberto IV di Baviera         | 29. Anna di Braunschweig-Grubenhagen  |  |  |       |  |  |                                      |  |  |                                       |  |
| 7. Susanna di Baviera                 |                                       | 14. Alberto IV di Baviera         |                                       |  |  |       |  |  |                                      |  |  |                                       |  |
|                                       |                                       | 15. Cunegonda d'Austria           | 30. Federico III d'Asburgo            |  |  |       |  |  |                                      |  |  |                                       |  |
|                                       |                                       | 15. Cunegonda d'Austria           | 30. Federico III d'Asburgo            |  |  |       |  |  |                                      |  |  |                                       |  |
|                                       |                                       | 15. Cunegonda d'Austria           | 31. Eleonora d'Aviz                   |  |  |       |  |  |                                      |  |  |                                       |  |
|                                       |                                       | 15. Cunegonda d'Austria           |                                       |  |  |       |  |  |                                      |  |  |                                       |  |